# McNichols Sports Arena
Die McNichols Sports Arena war eine Mehrzweckhalle in der US-amerikanischen Stadt Denver im Bundesstaat Colorado.

## Geschichte
Die Arena wurde vom Architekturbüro Charles S. Sink & Associates entworfen. Die Grundsteinlegung der 16 Millionen US-Dollar teueren Arena fand am 8. August 1973 statt. Die Firma Ketchum, Konkel, Ryan, & Fleming konstruierte das Gebäude bis zu seiner Fertigstellung am 22. August 1975. Die Arena war Austragungsort u. a. für Eishockey, Basketball, Arena Football, Indoor Soccer, Inlinehockey, Mixed Martial Arts und Wrestling. Am 13. Dezember 1983 trafen die Basketballmannschaften der Denver Nuggets und der Detroit Pistons in der Halle aufeinander. Nach 3-facher Overtime endete die Partie mit einem 184:186-Sieg für die Gäste. Insgesamt wurden 370 Punkte erzielt. Dies ist bis zum heutigen Tage die höchste Punktausbeute in einem Saisonspiel der National Basketball Association (NBA). Die Spieler Kiki Vandeweghe (51 Pkt.), Isiah Thomas (47 Pkt.), Alex English (47 Pkt.) und John Long (41 Pkt.) erzielten jeder mehr als 40 Punkte. 1984 war die McNichols Sports Arena Austragungsort des NBA All-Star Game. Am 12. November 1993 fand die Veranstaltung UFC 1: The Beginning statt. Es war die erste Ausrichtung der Mixed-Martial-Arts-Organisation Ultimate Fighting Championship. In der Saison 1995/96 der National Hockey League spielten die Colorado Avalanche in der Play-off-Finalserie gegen die Florida Panthers um den Stanley Cup. Die Partien 1 und 2 fanden in der Halle in Denver statt. Colorado gewann die Serie nach zwei weiteren Begegnungen in der BB&T Center in Sunrise mit 4:0.
Neben dem Sport wurde die Halle auch für Konzerte nationaler und internationaler Künstlerinnen und Künstler genutzt. Dazu zählen u. a. David Bowie, Cat Stevens, John Denver, Joan Baez, Rory Gallagher, Sting, Michael Jackson, Depeche Mode, U2, Neil Diamond, Elvis Presley, Grateful Dead, Bob Dylan, Bryan Adams, The Who, Cyndi Lauper, Alanis Morissette, die Bee Gees, Melissa Etheridge, Rod Stewart, The Rolling Stones, Janet Jackson, Chicago, The Cure, Bob Seger & the Silver Bullet Band, Whitney Houston, Peter Gabriel, die Wings, AC/DC, Prince, die Scorpions, Jethro Tull, Earth, Wind and Fire, Uriah Heep, Aerosmith, die Beastie Boys, Def Leppard, Billy Joel, Metallica, Paul Simon, Iron Maiden, KISS, das Electric Light Orchestra, Alice Cooper, Bruce Springsteen, Journey, Billy Squier, Fleetwood Mac, Lou Reed, Lynyrd Skynyrd, Jefferson Starship, Van Halen, Elton John, Bette Midler, Black Sabbath, Blue Öyster Cult, Rammstein, Britney Spears, Cher und Whitesnake. Das erste Konzert gab der Big-Band-Leader Lawrence Welk am Tag der Eröffnung. ZZ Top waren am 27. August 1975 die erste Rockband, die in der Arena auftraten. Am 12. September 1999 waren sie auch die letzten, die dort spielten.
Am 29. September 1999 schloss die Arena und wurde ab dem 24. Januar 2000 abgerissen. Am 1. Oktober 1999 wurde das neue Pepsi Center (heute: Ball Arena) eingeweiht. Am ehemaligen Standort der Halle befinden sich heute Parkplätze des Football-Stadions Empower Field at Mile High, der Spielstätte der Denver Broncos aus der National Football League (NFL).